# Али Мамлюк
Али Мамлюк (на арабски: علي مملوك،) е сирийски политик, директор на Службата за национална сигурност на Сирия (2005 – 2010, и от 21 юли 2012 г.).

## Биография
Роден на 19 февруари 1946 година в град Дамаск, Сирия.
Дълго време е в близкото обкръжение на президента Башар Асад, през 2010 година е назначен за специален съветник на президента по сигурността. По време на гражданската война в страната, на 18 юли 2012 година загиват редица представители на службите за сигурност, поради което на 21 юли е назначен за директор на службата. Преди това ръководи управлението за държавна сигурност.